# 酸化ガドリニウム(III)
酸化ガドリニウム(III)（古くはガドリニア)は、式Gd2O3で表される無機化合物。希土類元素であるガドリニウムの最も一般的に使うことができる形態の1つであり、その誘導体はMRIの潜在的な造影剤である。

## 構造

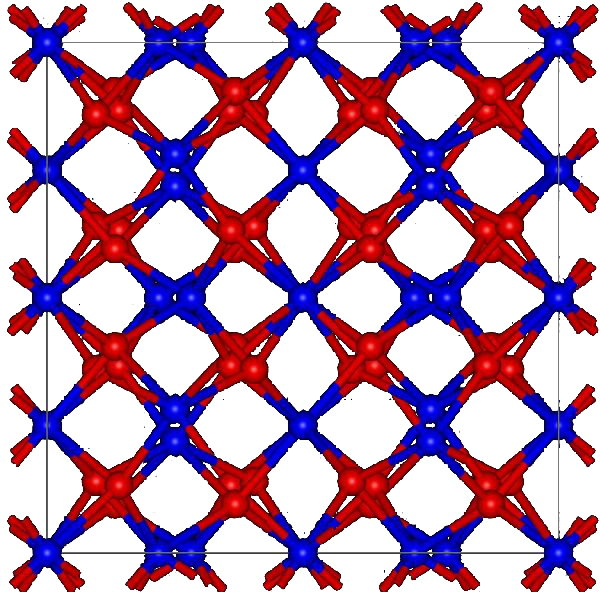
立方Gd_{2}O_{3}

酸化ガドリニウムは2つの構造がある。立方晶構造（cI80, Ia3, No. 206）は、酸化マンガン(III)の構造に類似している。立方構造は2種類のガドリニウムサイトを特徴とし、それぞれの配位数は6であるが、配位幾何的には異なる。2番目の多形は単斜（ピアソン記号 mS30、空間群 C2/m, No. 12）である。室温では立方構造の方が安定である。単斜構造への相転移は1200 °Cで起こり、2100 °C以上の温度から融点2420 °Cでは六方晶相が支配的である。

## 調製と化学的性質
酸化ガドリニウムは、水酸化物、硝酸塩、炭酸塩、またはシュウ酸塩の熱分解により形成される。また、ガドリニウム金属の表面にも形成される。
酸化ガドリニウムは二酸化炭素とすぐに反応して炭酸塩を生成することから示されるように、むしろ塩基性酸化物である。シュウ酸塩、フッ化物、硫酸塩、リン酸塩は水に非常に溶けにくく、酸化物の粒をコートし、これにより完全な溶解を妨げるという複雑さがあるが、酸化ガドリニウムは一般的な鉱酸に容易に溶解する。

## Gd2O3のナノ粒子
酸化ガドリニウムナノ粒子の合成にはいくつかの方法が知られているが、その多くはガドリニウムイオンと水酸化物の反応とその後の熱脱水による酸化物の生成による水酸化物の沈殿にもとづくものである。ナノ粒子はより大きな多結晶凝集体が形成するのを防ぐために常に保護材料で被覆されている。
酸化ガドリニウムのナノ粒子は核磁気共鳴画像法(MRI)の造影剤としての可能性を持つ。20 – 40nmの大きさの酸化ガドリニウム粒子をデキストランでコートした調製物は、7.05T（臨床的に使われているMRIスキャナの大部分が0.5Tから3Tの範囲であるのに対して異常に高い磁場）でガドリニウムイオン1つあたり4.8 s−1mM−1の緩和率を示した。より小さな粒子、2nmから7nmの間の粒子がMRI造影剤として試験されている。